# Michael York
Michael York, nascut Michael Hugh Johnson OBE (Fulmer, Buckinghamshire, Anglaterra, 27 de març del 1942) és un actor de teatre i cinema anglès.
És oficial de l'Orde de l'Imperi britànic.

## Biografia

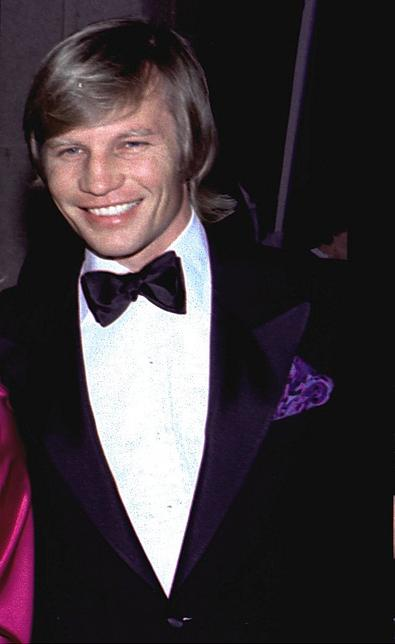
Michael York durant el Tribut Filmex a Elizabeth Taylor

Fill de Joseph Gwynne Johnson, oficial de l'exèrcit retirat i convertit en home de negocis, i de Florence Edith May, una intèrpret de música. De nen, es va trencar el nas en intentar volar des d'una teulada, la qual cosa va marcar la seva cara de forma característica.
Va començar la seva carrera d'actor quan era encara adolescent, participant en obres del teatre juvenil de Londres, amb el qual va realitzar gires a l'estranger. Va estudiar a Oxford, on es va graduar el 1962. Durant els seus estudis, va actuar en el teatre de la universitat, adquirint coneixements addicionals d'interpretació. En finalitzar els estudis, va treballar durant un temps en un teatre important d'Escòcia i es va incorporar a continuació a la companyia teatral de Laurence Olivier a Londres.
Allí va ser dirigit entre altres per Franco Zeffirelli, que li va proporcionar el 1967 el seu primer paper al cinema, en The Taming of the Shrew, amb Richard Burton i Elizabeth Taylor. El mateix any, va intervenir en una producció per a la televisió i en una altra pel·lícula, i a l'any següent va actuar novament amb Zeffirelli, en Romeo i Julieta, pel·lícula amb la qual va adquirir fama. Pocs anys després, quan ja havia actuat en diverses pel·lícules de cinema i televisió, va intervenir en Cabaret, protagonitzada per Liza Minnelli, la qual cosa va consolidar el seu prestigi com a jove actor. Amb el seu paper de d'Artagnan en Els tres mosqueters de Richard Lester, va adquirir el 1973 una considerable popularitat entre audiències més àmplies.
El 1977, la seva popularitat com a heroi juvenil es consolida en interpretar Logan en el film futurista La fuga de Logan al costat de Jenny Agutter. En el mateix any 1977, interpreta Joan el Baptista en la famosa pel·lícula Jesús de Nazareth de Franco Zeffirelli.
En la dècada següent, York va treballar intensament, repartint el seu temps entre el cinema, la televisió i el teatre. Fins i tot, va arribar a actuar en un musical. Pel seu treball en una pel·lícula de televisió, va ser nominat a un Emmy el 1986. Havent aconseguit la seva maduresa en la interpretació com a actor de gran versatilitat, capaç d'interpretar papers molt diversos, l'èxit obtingut fins llavors, tant en cinema, com en televisió i en teatre, li va animar a seguir igual en cadascun d'aquests, activitat que continua desenvolupant en l'actualitat. El 1997, va interpretar Johnny Mentero, cap d'Austin Powers en Austin Powers: Misteriós Agent Internacional i en les seves seqüeles. El 2000, va ser nominat de nou als Emmy per la seva interpretació en un telefilm. Amb més de 100 pel·lícules en el seu haver, és un dels actors més prolífics de l'actualitat.
York es va casar el 1968 amb Patricia McCallum.

## Filmografia
Filmografia:
- L'amansiment de la fúria (The Taming of the Shrew) (1967)
- Accident (1967)
- Romeo and Juliet (1968)
- The Strange Affair (1968)
- Justine (1969)
- Alfredo el Gran (1969)
- The Guru (1969)
- Something for Everyone (1970)
- Zeppelin (1971)
- Cabaret (1972)
- Assassinat a l'Orient Express (1974)
- England Made Me (1973)
- Horitzons perduts (1973)
- Els tres mosqueters (The Three Musketeers) (1973)
- Els quatre mosqueters (1974)
- Conduct Unbecoming (1975)
- Seven Nights in Japan (1976)
- La fuga de Logan (Logan's Run) (1976)
- The Last Remake of Beau Gesti (1977)
- L'illa del Dr. Moreau (1977)
- Jesús de Natzaret (1977)
- The Riddle of the Sands (1979)
- Final Assignment (1980)
- The White Lions (1981)
- Vendredi ou la vie sauvage (1981)
- Au nom de tous els miens (1983)
- Success Is the Best Revenge (1984)
- L'aube (1985)
- The Far Country (1986)
- Obsessió mortal (1987)
- Killing Blue (1988)
- Un delitto poc comune (1988)
- El retorn dels mosqueters (The Return of the Musketeers) (1989)
- Come See the Paradise (1990)
- The Wanderer (1991)
- The Long Shadow (1992)
- Eline Vere (1992)
- Discretion Assured (1993)
- Wide Sargasso Sigui (1993)
- Not of This Earth (1995)
- A Young Connecticut Yankee in King Arthur's Court (1995)
- Gospa (1995)
- Dark Planet (1996)
- Goodbye America (1997)
- Austin Powers: Misteriós Agent Internacional (1997)
- Conte de Nadal (A Christmas Carol) (1997)
- Un cavaller a Camelot (A Knight in Camelot) (1998)
- Lovers and Liars (1998)
- Merchants of Venus (1998)
- The Treat (1998)
- 54 (1998)
- Vaja un fugitiu! (1998)
- El gat amb botes (1999)
- The Haunting of Hell House (1999)
- El codi Omega (The Omega Code) (1999)
- Austin Powers: L'espia que em va empaitar (1999)
- Borstal Boy (2000)
- Megiddo: The Omega Code II (2001)
- Founding Brothers: The Evolution of a Revolution, Part Four - Posterity (2002)
- Founding Brothers: A More Perfect Union, Part One - Leadership (2002)
- A Very Merry Pooh Year Narrator (2002)
- Austin Powers in Goldmember (2002)
- La Femme Musketeer (2003)
- Gilmore Girls: Ted Koppel's Night Out (2003)
- The Remains of the Piano (2004)
- Moscow Heat (2004)
- Gilmore Girls (2004)
- Justice League Unlimited (2004)
- Crusader (2004)
- Icon (2005)
- Law & Order: Criminal Intent: "Slither" (2006)
- Flatland: The Movie (2007)
- Świadectwo (narrador) (2008)
- Testimony (2008)
- Transformers: Revenge of the Fallin (2009)
- Star Wars: The Cloni Wars (2009)
- Tom and Jerry Meet Sherlock Holmes (veu) 2010
- Pravosudiye volkov (2010)
- How I Met Your Mother (2010)
- The Mill and the Cross (2010)

## Premis i nominacions
Nominacions
- 2001: Primetime Emmy al millor actor convidat en sèrie còmica per The Lot